# Занин, Юрий Григорьевич
Ю́рий Григо́рьевич За́нин (22 апреля 1938, Москва — 8 сентября 2024, Санкт-Петербург) — режиссёр, оператор и сценарист документального кино. Член Союза кинематографистов СССР с 1975 года. Награждён орденом Трудового Красного Знамени (1981). Заслуженный деятель искусств РСФСР (1985). Лауреат премии ТЭФИ-2002. 

## Биография
Детство и юность провёл в Вологде. С отличием окончил музыкальную школу по классу скрипки.  
Трудовую деятельность начал в 16 лет, устроившись лаборантом кабинета физики и электротехники в средней школе №1, а затем – киномехаником в ДК железнодорожников, где в 1958 году возглавил любительскую киностудию.  
В 1961 году приступил к работе на Ленинградской студии документальных фильмов в должности ассистента оператора, выполняя обязанности начальника Вологодского корпункта киножурнала «Наш край». По инициативе Юрия Занина на студии была создана серия спецвыпусков «Ленинградской кинохроники» о героях пятилетки. Самостоятельно снял 3 спецвыпуска киножурнала и более 150 сюжетов.  
В 1965 году дебютировал в кино фильмом «Спокойная сталь», снятом на Череповецком металлургическом заводе и удостоенном почетным дипломом на зональном смотре 1966 года. 
В 1971 году переведен на студию документальных фильмов в Ленинград. 
В 1972 году поступил на заочное отделение операторского факультета ВГИКа, где отучился три года.
В 1973 году в качестве оператора участвовал в работе над фильмом «Трамвай идёт по городу» (режиссёр Людмила Станукинас), который до сих пор пользуется популярностью и отбирается для показов на кинофестивалях. 
До 1975 года продолжал работать оператором, выпуская отдельные тематические номера киножурналов как режиссёр. 
Первой режиссёрской работой Юрия Занина стал фильм «Доменщик» (1975), удостоенный Первого приза Киевского международного кинофестиваля «Молодость» и Серебряной медали ВДНХ (1976). 
Всего в творческой карточке Юрия Занина более 50 наименований короткометражных и полнометражных фильмов, в которых он выступил как оператор или режиссёр. В качестве оператора сотрудничал с режиссерами Павлом Коганом и Людмилой Станукинас, в качестве режиссера — со сценаристом Борисом Добродеевым.
Скончался 8 сентября 2024 года в возрасте 86 лет. Похоронен на Смоленском кладбище.

## Призы и премии
| 1971 | «Первые»                            | оператор (совместно с В. Дьяконовым)                             | Диплом за воплощение темы научно и технического эксперимента с применением специальных видов съёмок на V Всесоюзном фестивале в Тбилиси (1972) |
| 1975 | к/ж Ленинградская кинохроника №8    | режиссер                                                         | Вторая премия на IX Всесоюзном кинофестивале в г. Фрунзе (1976) |
| 1975 | «Доменщик»                          | режиссер                                                         | Первый приз Киевского МФК «Молодость» Серебряная медаль ВДНХ (1976) Диплом II заводского конкурса в г. Ленинграде |
| 1976 | к/ж Ленинградская кинохроника №5    | режиссер                                                         | Первая премия на IX Всесоюзном кинофестивале в г. Фрунзе (1976) |
| 1976 | «В краю Нечерноземном»              | оператор (совместно с С. Иванюхиным)                             | Первая премия III заводского конкурса в г. Ленинграде Первая премия Союза журналистов СССР |
| 1976 | «Корабли Алексея Чуева»             | оператор (совместно с О. Лучининым и Э. Шинкаренко)              | Вторая премия на XI Всесоюзном кинофестивале в г. Ереван (1978) Приз IV заводского конкурса в г. Ленинграде |
| 1977 | «Илья Эренбург»                     | оператор                                                         | Приз «Золотой дракон» на Международном кинофестивале в Кракове |
| 1979 | «Девять дней и вся жизнь»           | режиссер                                                         | Премия ФИПРЕССИ на XXVI Международном фестивале короткометражного кино в Оберхаузене (ФРГ, 1980) Главный приз на XXVI Международном фестивале короткометражного кино в Оберхаузене (ФРГ, 1980) Приз «Золотой дракон» на Международном кинофестивале в Кракове (1980) Почетный диплом на Международном кинофестивале в Тампере (1981) |
| 1979 | «Поделись огнем»                    | режиссер, оператор (совместно с Н. Виноградским и С. Иванюхиным) | Приз Союза журналистов СССР |
| 1984 | «Тогда в 45-м»                      | режиссер                                                         | Приз и диплом на XVIII Всесоюзном кинофестивале Серебряная медаль имени А. П. Довженко (1985) |
| 2002 | «Ледовая коррида Валерия Харламова» | режиссер, сценарист, продюсер                                    | Премия ТЭФИ в номинации «Телевизионный документальный фильм» |

## Фильмография
| Год  | Название                                                                       | Участие                                                          | Аннотация |
| 1965 | «Спокойная сталь» (режиссер П. Коган)                                          | оператор (совместно с Н. Обуховичем)                             | Череповецкий металлургический завод: портрет индустриального гиганта, дополненный городскими зарисовками. |
| 1966 | «На режиссерских уроках» (режиссер П. Коган)                                   | оператор (совместно с Н. Обуховичем)                             | Учебный фильм по заказу Министерства культуры СССР. На примере одного курса ГИТИСа под руководством профессор Марии Кнебель показана методика обучения будущих театральных режиссеров. |
| 1967 | «Срочно требуется песня» (режиссер С. Чаплин)                                  | оператор (совместно с Н. Обуховичем)                             | Фильм при участии Владимира Высоцкого посвящен клубам самодеятельной песни, в частности, ленинградскому клубу «Восток». |
| 1967 | «Классы» (режиссер П. Коган)                                                   | оператор (совместно с Н. Обуховичем)                             | О методах и способах обучения театральных режиссеров на примерах занятий будущих режиссеров в мастерской Марии Кнебель, Андрея Гончарова и Анатолия Эфроса. |
| 1968 | «Дни чехословацкой культуры в РСФСР» («Наш край №35») (режиссер Л. Станукинас) | оператор                                                         | Выступления артистов из Чехословакии в Москве, Волгограде, Горьком и Казани. |
| 1968 | «Мальчишки-девчонки» (режиссер Л. Станукинас)                                  | оператор                                                         | О среднем образовании в СССР на примере одной провинциальной школе. |
| 1969 | «Город в осаде» (режиссер П. Коган)                                            | оператор (совместно с Ю. Лебедевым)                              | В основу фильма легли четыреста военных фотографий из ленинградских архивов, которые ранее не использовались в кино. |
| 1969 | «Павел Серебярков» (режиссер Л. Станукинас)                                    | оператор                                                         | Творческий портрет народного артиста СССР, ректора Ленинградской Государственной Консерватории. Павел Алексеевич Серебряков присутствует на репетициях студенческого камерного оркестра Консерватории, проводит уроки, дает фортепианные концерты, отдыхает с внуком, празднует 60-летие. |
| 1969 | «Теплый снег» (режиссер Л. Куфос)                                              | оператор                                                         | Молодые вьетнамцы в чужой стране. Они работают, учатся, получают письма с родины, вспоминают войну и мечтают о том, как будут строить заново свою страну. |
| 1970 | «Вологда Марии Ульяновой» (режиссер Л. Изаксон)                                | оператор                                                         | О Марии Ильиничне Ульяновой и ее ссылке в Вологду. |
| 1971 | «Марк Бернес» (режиссер Л. Станукинас)                                         | оператор                                                         | О творчестве певца и актера Марка Бернеса. |
| 1971 | «Первые» (режиссер П. Коган)                                                   | оператор (совместно с В. Дьяконовым)                             | Фильм посвящен конструкторам и испытателям новой техники: от первого автомобиля в 1931 году до грузовиков в 1971 году. |
| 1972 | «Андрей Петров» (режиссер Л. Станукинас)                                       | оператор                                                         | О знаменитом ленинградском композиторе Андрее Петрове, об универсальности его музыкального дара, его работах в театре, кино и общественной деятельности. |
| 1972 | «Полет» (режиссер П. Коган)                                                    | оператор, соавтор сценария                                       | Об испытателе новых МИГов Александре Щербакове. |
| 1973 | «Трамвай идет по городу» (режиссер Л. Станукинас)                              | оператор                                                         | Поэтичный фильм о ленинградском трамвае начала 1970-х годов. |
| 1973 | «Невский проспект»                                                             | оператор                                                         | |
| 1974 | «Дирижирует Юрий Темирканов» (режиссер Л. Станукинас)                          | оператор                                                         | Фильм-портрет выдающегося дирижера Юрия Темирканова, снятый в начале его творческой карьеры. |
| 1974 | «Вологодские свадьбы» (режиссер И. Трахтенгерц)                                | оператор                                                         | Фильм состоит из нескольких лирических новелл, главными героями которых стали молодые вологодские труженики. |
| 1975 | «Депутаты городского совета» (режиссер Л. Станукинас)                          | оператор                                                         | О работе депутатов Ленгорсовета. |
| 1975 | «Луначарский – нарком» (режиссер П. Коган)                                     | оператор (совместно с Ю. Лебедевым)                              | О личности и роли в истории «комиссара от культуры» Анатолия Васильевича Луначарского. |
| 1975 | «Доменщик»                                                                     | режиссер                                                         | О старейшем доменщике страны, старшем горновом мастере Череповецкого завода Николае Петровиче Сапожникове, проработавшем на доменных печах 42 года. |
| 1976 | «В краю Нечерноземном» (режиссер П. Коган)                                     | оператор (совместно с С. Иванюхиным), соавтор сценария           | Фильм снимался в Тульской, Рязанской, Кировской, Горьковской, Ленинградской, Московской областях и Марийской АССР. |
| 1976 | «Илья Эренбург» (режиссер Л. Станукинас)                                       | оператор (совместно с Ю. Лебедевым)                              | Об Илье Григорьевиче Эренбурге, выдающемся писателе и публицисте, одном из немногих советских деятелей культуры, долгие годы представлявшем СССР за рубежом. |
| 1977 | «Корабли Алексея Чуева» (режиссеры Н.Снегина, Л.Черенцов)                      | оператор (совместно с О. Лучининым и Э. Шинкаренко)              | О знаменитом токаре Балтийского судостроительного завода Алексее Васильевиче Чуеве. |
| 1977 | «Художник Аркадий Пластов»                                                     | режиссер-оператор                                                | В фильме, построенном на автобиографическом рассказе художника Аркадия Александровича Пластова, показаны наиболее известные его работы, такие как «Весна», «Родник», «Ужин тракториста», «Мама», «Солнышко», «Сенокос» и другие. Часть фильма снималась в деревне Прислониха Ульяновской области, где художник родился, жил и работал. Использованы материалы из архива семьи Пластовых, кинохроника, а также съемки Ульяновской студии телевидения с участием самого художника. |
| 1977 | «Золотая пластинка» (режиссер Л. Станукинас)                                   | оператор                                                         | Музыкальный фильм, снятый в аппаратной звукозаписи фирмы «Мелодия», через которую проходят звезды советской эстрады – Алла Пугачева, Роза Рымбаева, Елена Камбурова, фольклорный ансамбль под управлением Дмитрия Покровского, оркестр под управлением Георгия Гараняна. |
| 1978 | «Добрые соседи»                                                                | режиссер (совместно с П. Коганом), оператор                      | О политических, деловых и культурных связях между СССР и Финляндией. |
| 1978 | «Ленинград»                                                                    | режиссер, оператор (совместно с А. Учителем)                     | Герои картины – ленинградцы, люди разных профессий: рабочая династия Рощиных с Ленинградского объединения им. Свердлова, композитор Андрей Петров, известный токарь Балтийского завода Алексей Чуев, художница фарфорового завода им. Ломоносова Неля Петрова, строитель атомоходов Виктор Демьянченко, водитель автобуса Игорь Тарасов. |
| 1979 | «Поделись огнем»                                                               | режиссер, оператор (совместно с Н. Виноградским и С. Иванюхиным) | О социалистическом соревновании. |
| 1979 | «Пять сеансов у скульптора»                                                    | режиссер-оператор                                                | О бригадире слесарей-сборщиков объединения «Ижорский завод», Герое Труда Афанасии Прокопьевиче Михалеве. Фильм снимался в мастерской скульптора Леонида Юльевича Эйдлина, который работал над бюстом Михалева. |
| 1979 | «Ленинградские мотивы»                                                         | режиссер, оператор (совместно с В. Донцом)                       | Кинонаблюдение за событиями городской жизни. |
| 1979 | «Девять дней и вся жизнь»                                                      | режиссер                                                         | О судьбе врача-чумнолога Любови Сергеевны Соболевой, спасшей от чумы монгольского мальчика. |
| 1980 | «Друг мой — песня»                                                             | режиссер, оператор (совместно с Ю. Лебедевым)                    | Фильм представляет собой попытку озвучить все этапы истории государства общеизвестными песнями, такими как «Наш паровоз», «Марш веселых ребят», «Все выше», «Как много девушек хороших», «Синий платочек», «Катюша», «Мои года» и другие. |
| 1980 | «Горизонты взаимодействия»                                                     | режиссер, оператор (совместно с С. Иванюхиным)                   | О деятельности Совета Экономической Взаимопомощи. |
| 1980 | «Прикосновение» (режиссер Л. Станукинас)                                       | оператор (совместно с В. Дьяконовым)                             | Романтические зарисовки об Александре Пушкине: Театр оперы и балета им. Кирова, где готовится постановка балетно-хореографической симфонии «Пушкин. Размышления о поэте» композитора Андрея Петрова; квартира на набережной Мойки,12 в годовщину смерти поэта, Михайловское — в годовщину рождения. |
| 1982 | «Дорогой мира и дружбы»                                                        | режиссер, соавтор сценария                                       | О политическом и экономическом сотрудничестве Финляндии и СССР. |
| 1982 | «Народная дипломатия»                                                          | режиссер                                                         | О дружеских связях городов-побратимов СССР и Японии. |
| 1982 | «Дом и хозяин»                                                                 | режиссер                                                         | О японском бизнесмене, миллионере Ясусабуро Сибано, на собственные средства построившем в городе Саппоро Дом японо-советской дружбы. |
| 1983 | «От Санкт-Петербурга до Ленинграда»                                            | режиссер                                                         | Видовой фильм под музыку Чайковского и Шостаковича. |
| 1983 | «В дружбе с городами мира»                                                     | режиссер                                                         | О дружеских связях городов СССР с зарубежными городами. |
| 1983 | «Солнечный парус искусства»                                                    | режиссер                                                         | О взаимосвязи искусства и международных отношений на протяжении 30 лет. |
| 1983 | «25 лет обществу СССР – Япония»                                                | режиссер                                                         | О торжествах по поводу юбилея общества, проходивших в Москве. |
| 1984 | «Путь к доверию»                                                               | режиссер                                                         | О спасении советскими специалистами фонда уникальных книг принца Арисугава-но-мия, о помощи СССР Японии в борьбе с эпидемией полиомиелита, об испытании советской дружбы в период антисоветской кампании в связи с уничтожением южнокорейского самолета. |
| 1984 | «Тогда в 45-м»                                                                 | режиссер                                                         | О помощи СССР побежденной Германии и ее послевоенном восстановлении. |
| 1985 | «Салют, Испания!»                                                              | режиссер                                                         | Фильм о гражданской войне в Испании, основанный на воспоминаниях бойцов и командиров интербригад из Испании, СССР, Германии, США, Чехии, Италии, Болгарии. |
| 1985 | «Дорогами дружбы»                                                              | режиссер                                                         | О вехах в развитии советско-японских отношений на материале «дальневосточных встреч» советской и японской общественности в июне 1985 года на Хоккайдо. |
| 1986 | «Город великой судьбы»                                                         | режиссер                                                         | Ленинградский «киносувенир». Музыкальному оформлению из произведений Чайковского, Шостаковича, Андрея Петрова соответствует классический визуальный ряд: Эрмитаж, Адмиралтейство, штурм Зимнего, Пискаревское кладбище, новостройки. |
| 1987 | «Журавли летят на Хоккайдо»                                                    | режиссер                                                         | О Домах дружбы советского и японского народов на острове Хоккайдо. |
| 1987 | «Токийские встречи за круглым столом»                                          | режиссер                                                         | О советско-японских отношениях. |
| 1988 | «Разведенные мосты»                                                            | режиссер                                                         | Ленинград и Осака – города-побратимы с 1979 года. Авторы фильма стараются найти в этих городах нечто общее. И Ленинград и Осака – бывшие столицы, главным предназначением которых был выход в мир через крупные порты. Съемки велись как в Японии, так и в Ленинграде – в университетах, театрах, магазинах, в семьях, храмах, на строительстве и в метрополитене. |
| 1988 | «Испанская коррида. Год 1936»                                                  | режиссер                                                         | О легендарном советском летчике, воевавшем в Испании, Якове Смушкевиче по рассказу его дочери, Розы Смушкевич. |
| 1989 | «Дом на Хоккайдо»                                                              | режиссер                                                         | О деятельности Дома японо-советской дружбы в городе Саппоро и его председателя Я. Сибано. |
| 1990 | «Знай соседа»                                                                  | режиссер                                                         | О просветительском проекте, знакомящем молодежь СССР с жизнью и культурой Финляндии. |

После 1990 года по заказам различных ведомств, включая телевидение, Юрий Занин как автор и режиссер осуществил не менее 26 проектов.
| 1991 | «Анатолий Собчак. Политический портрет»                                                   | Финляндия           |
| 1992 | «Банкир»                                                                                  | Финляндия           |
| 1993 | «Реформатор»                                                                              | Финляндия           |
| 1994 | «Российский потенциал»                                                                    | Финляндия           |
| 1995 | «Жди и помни меня» 5 серий (об Алле Пугачевой)                                            | ОРТ                 |
| 1998 | «Прощание с державой» 10 серий (об Иосифе Кобзоне)                                        | Россия-1            |
| 2001 | «Спартак. Игра на поле истории»                                                           | НТВ                 |
| 2002 | «Андрей Петров. О времени, о музыке, о себе» 2 серии                                      | ОРТ                 |
| 2002 | «Песни войны»                                                                             | ТВ-6                |
| 2002 | «Ледовая коррида Валерия Харламова»                                                       | НТВ                 |
| 2002 | «Великие соперники: Всеволод Бобров, Анатолий Тарасов»                                    | НТВ                 |
| 2003 | «Курск. Последний причал»                                                                 | НТВ                 |
| 2003 | «Градоначальники»                                                                         | РТР                 |
| 2003 | «Вода и камень»                                                                           | РТР                 |
| 2003 | «Кино и Сталин» («Как Сталин снимал кино»)                                                | РТР                 |
| 2004 | «Тайны блокадного города»                                                                 | РТР                 |
| 2004 | «Две славы Алексея Смирнова»                                                              | Первый канал        |
| 2004 | «Легендарная тройка»                                                                      | Первый канал        |
| 2005 | «ВЧК против патриарха Тихона»                                                             | РТР                 |
| 2005 | «Смерть по разнарядке»                                                                    | РТР                 |
| 2006 | «Арно Бабаджанян. Человек, победивший смерть»                                             | РТР                 |
| 2006 | «Пластинки памяти моей»                                                                   | Первый канал        |
| 2007 | «Сонька – Золотая Ручка. Мифы и реалии»                                                   | РТР                 |
| 2008 | «История любви» и «Прерванный полет» (об Илье Авербахе) «Тихие подводные войны» (4 серии) | 5 канал ЦКБ «Рубин» |
| 2009 | «Смех и слезы Сергея Филиппова»                                                           | 5 канал             |